# Aonach Beag (Ben Alder)
Der Aonach Beag ist ein als Munro und Marilyn eingestufter, 1.116 m (3.661 ft) hoher Berg in Schottland. Sein gälischer Name kann in etwa mit Kleiner Berg übersetzt werden.
Er liegt in der Council Area Highland in den Grampian Mountains östlich von Fort William zwischen Loch Ossian und Loch Ericht als Teil einer insgesamt vier Munros und diverse weitere Gipfel aufweisenden, in etwa von Südwesten nach Nordosten verlaufenden Bergkette. Vom südöstlich benachbarten breiten Massiv des Ben Alder ist die Bergkette durch den breiten, auf bis 722 Meter Höhe liegenden Bealach Dubh getrennt. 

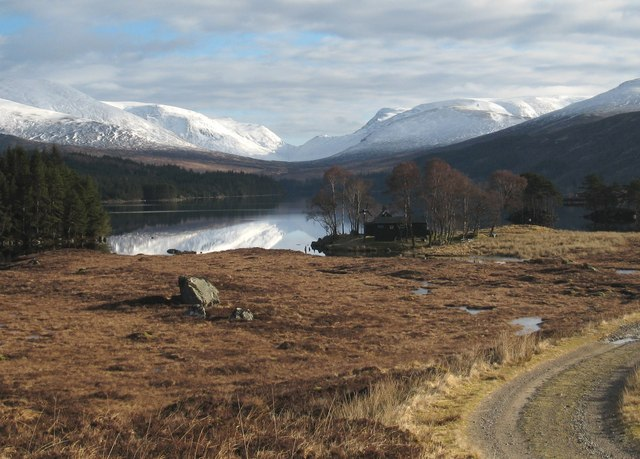
Blick von Westen über Loch Ossian. Links in der Mitte die Bergkette mit Beinn Eibhinn, Aonach Beag und Geal-Chàrn, rechts durch den Einschnitt des Bealach Dubh getrennt das Massiv des Ben Alder

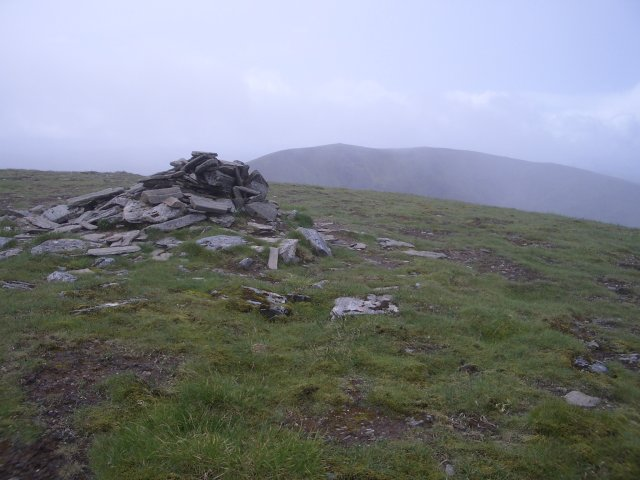
Der Gipfelcairn des Aonach Beag, im Hintergrund der benachbarte Beinn Eibhinn

Der kuppelförmig aufgebaute Aonach Beag besitzt drei Grate, die nach Norden, Osten und Südwesten verlaufen, und ein kleines Gipfelplateau. Seine Wände fallen steil nach allen drei Seiten ab. Nach Osten vermittelt ein schmaler, durchweg auf über 1000 Meter Höhe bleibender Grat den Übergang zum benachbarten, 1132 Meter hohen und wesentlich breiteren Geal-Chàrn. Der Südwestgrat verbindet den Aonach Beag mit dem 1102 Meter hohen Beinn Eibhinn über den auf ca. 920 Meter Höhe liegenden Sattel Leabaidh Chràsgach. Nach Norden verläuft der längste Grat des Aonach Beag, der im etwas abgesetzten, ca. 820 Meter hohen Vorgipfel Meall Nathrach endet. 
Aufgrund seiner Lage in unbewohntem Bergland weit abseits öffentlicher Straßen ist eine Besteigung des Aonach Beag nur mit Biwak und langen Fußmärschen oder unter Nutzung von Mountain-Bikes möglich. Viele Munro-Bagger besteigen die vier Gipfel der Bergkette im Rahmen einer Überschreitung entlang des Hauptgrats, entweder beginnend mit dem Càrn Dearg im Nordosten oder dem Beinn Eibhinn im Südwesten. Der Aonach Beag wird dann jeweils über den Hauptgrat erreicht. Vom Weg über den Bealach Dubh führt der Zustieg dabei weglos durch das Coire a’ Chàrra Bhig steil ansteigend zum Leabaidh Chràsgach, dem Einschnitt im Hauptgrat zwischen Beinn Eibhinn und Aonach Beag. Ausgangspunkt ist entweder Dalwhinnie, etwa 18 Kilometer nordöstlich, oder Corrour Station im Südwesten, etwa 14 Kilometer vom Aonach Beag entfernt. Culra Bothy am Fuß des Càrn Dearg als einzige mögliche Übernachtung in weitem Umkreis ohne Nutzung eines Zelts ist seit 2015 aufgrund Asbestbelastung geschlossen.